# Światowy Kongres Intelektualistów w Obronie Pokoju
Światowy Kongres Intelektualistów w Obronie Pokoju odbył się w dniach 25–28 sierpnia 1948 roku w Auli Politechniki we Wrocławiu; brało w nim udział 400 delegatów z 46 państw. Propagandowym celem Kongresu było przekonanie światowej opinii publicznej, że kraje komunistyczne są zwolennikami pokoju, a Zachód jego zagrożeniem. Podczas kongresu doszło do otwartego konfliktu między delegacją sowiecką a intelektualistami zachodnimi, z których część w geście protestu opuściła zgromadzenie.
Kongres był częścią innej propagandowej imprezy, Wystawy Ziem Odzyskanych. Ich organizacja we Wrocławiu miała nieoficjalny cel pokazania światu polskości Ziem Odzyskanych.

## Kontekst historyczny
Propozycja zwołania Kongresu Intelektualistów padła krótko po II wojnie światowej, w momencie gdy Stany Zjednoczone jako jedyne państwo dysponowały już bronią atomową i świat, a zwłaszcza Związek Radziecki obawiał się, że zaostrzona sytuacja międzynarodowa może doprowadzić do wybuchu nowej wojny z jej użyciem. Deklarowanym celem było „zjednoczenie narodów w obronie pokoju”, lecz rzeczywistym zamiarem Związku Radzieckiego było wypracowanie wspólnego frontu z jak największą liczbą potencjalnych sojuszników. W tym kierunku działała również sowiecka polityka zagraniczna.
W roku 1947 lewicowo nastawieni intelektualiści francuscy, m.in. Frédéric Joliot-Curie i Paul Éluard opublikowali apel o podjęcie skutecznych środków dotyczących rozbrojenia Niemiec i wezwali międzynarodową społeczność intelektualistów do jego poparcia. Wiosną 1948 apel o podjęcie wspólnych wysiłków na rzecz obrony pokoju światowego i nawiązania przyjaznych stosunków między USA a ZSRR ukazał się w sowieckim czasopiśmie „Litieraturnaja Gazieta”, a poparła go część lewicowych naukowców amerykańskich, skupionych wokół maksistowskiego pisma Masses & Mainstream. W Polsce nie doszło jeszcze do ostatecznego ukształtowania ośrodka władzy. Na jesień 1948 roku przygotowywano kongres zjednoczeniowy Polskiej Partii Robotniczej i Polskiej Partii Socjalistycznej. W polityce krajowej kończyła się faza różnorodności, a rozpoczynał stalinizm.

## Przygotowania
Pomysłodawcą zorganizowania kongresu w Polsce był działacz komunistyczny i pisarz Jerzy Borejsza, który później został sekretarzem generalnym wydarzenia. Według innych źródeł na pomysł kongresu wpadł Mieczysław Bibrowski, francuski korespondent Polskiej Agencji Prasowej i podsunął go Borejszy. Organizatorzy nawiązywali do tradycji Międzynarodowego Kongresu Pisarzy w Obronie Kultury, który odbył się w 1935 r. w Paryżu. Pomysł zaakceptował sowiecki ideolog Andriej Żdanow, a w skład powołanego w czerwcu 1948 komitetu organizacyjnego wchodzili Polacy i Francuzi, m.in.: Irène i Frédéric Joliot-Curie, Le Corbusier, Kazimierz Ajdukiewicz, Maria Dąbrowska, Zofia Nałkowska, Xawery Dunikowski, Tadeusz Kotarbiński i Jan Parandowski.
Przygotowania do Kongresu kosztowały stronę polską 100 mln zł. Tematy wystąpień i dobór mówców zostały starannie zaplanowane. Oprócz referatów potępiających amerykański imperializm znaleziono również miejsce dla walki z faszyzmem i klerykalizmem. Określono również liczebność delegacji: najliczniejsza miała być pięćdziesięcioosobowa delegacja radziecka, delegacje Francji, Włoch, Wielkiej Brytanii miały mieć po 35–40 osób, delegacje Węgier i Czechosłowacji ok. 30 osób, a delegacje Rumunii i Bułgarii po 15 osób. W planie było również ustalenie przez Kongres nagrody pokojowej mogącej zrównoważyć Nagrodę Nobla.

## Uczestnicy

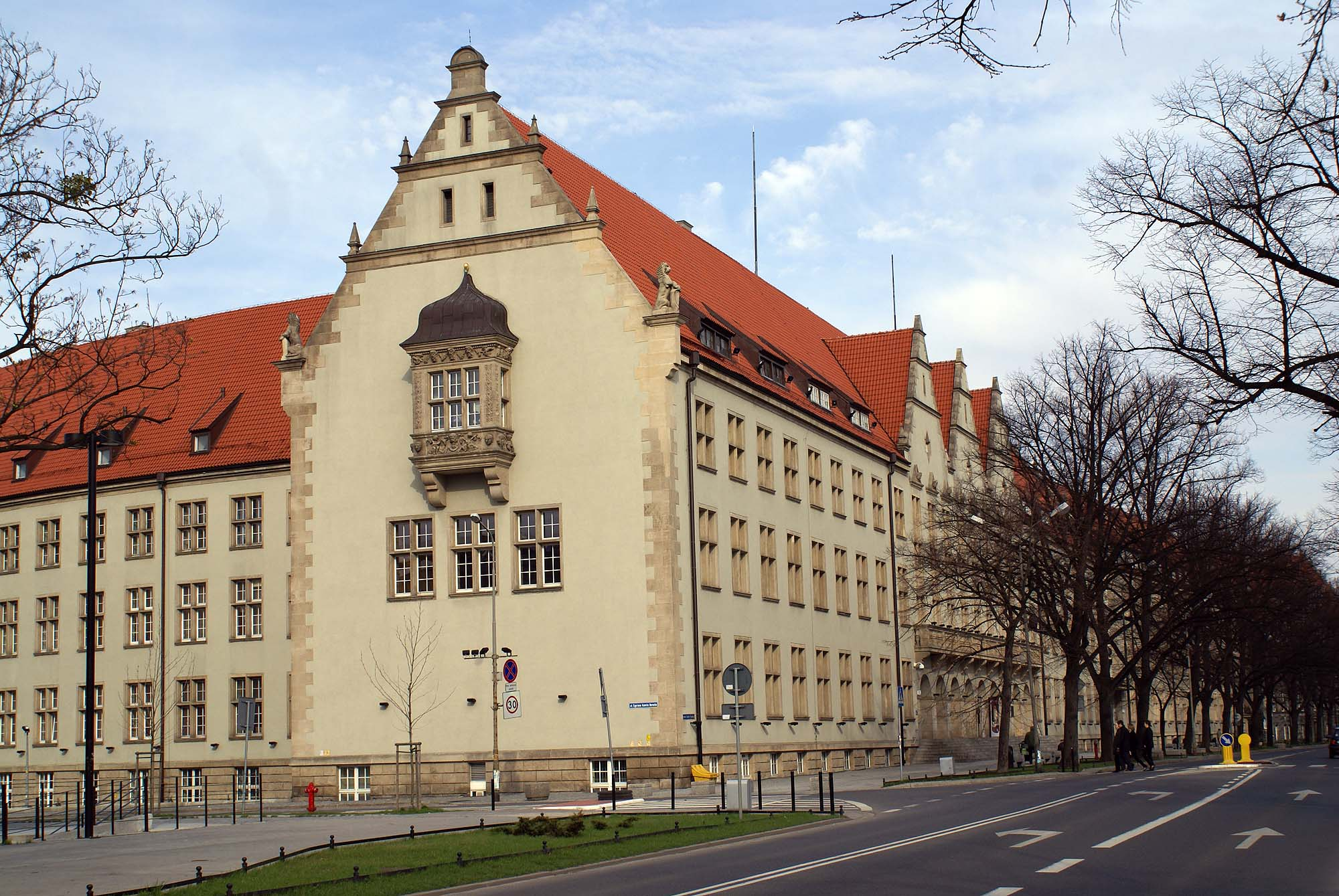
Siedziba Politechniki Wrocławskiej – miejsce obrad. Widok współczesny.

Udział w Kongresie wzięli przedstawiciele elity kultury i nauki europejskiej i światowej, przede wszystkim o poglądach lewicowych, w tym m.in.: Pablo Picasso, Irène Joliot-Curie, Julian Huxley, György Lukács, Fernand Léger, Roger Vailland, Salvatore Quasimodo, Paul Éluard, Martin Andersen Nexø, Julien Benda, Bertolt Brecht, Graham Greene, Vercors, Umberto Barbaro, a ze strony radzieckiej: Aleksandr Fadiejew, Ilja Erenburg, Aleksandr Pałładin, Michaił Szołochow. Spośród polskich intelektualistów i ludzi sztuki brali udział Kazimierz Ajdukiewicz, Józef Chałasiński, Jan Czekanowski, Jan Dembowski, Ludwik Hirszfeld, Tadeusz Kotarbiński, Julian Krzyżanowski, Kazimierz Nitsch (prezes Polskiej Akademii Umiejętności), Stanisław Ossowski, Wacław Sierpiński, Hugo Steinhaus, Wojciech Świętosławski, Rafał Taubenschlag, pisarze: Władysław Broniewski, Maria Dąbrowska, Jarosław Iwaszkiewicz (przewodniczący polskiej delegacji), Leon Kruczkowski, Zofia Nałkowska, Jan Parandowski, Antoni Słonimski, Julian Tuwim, Jerzy Zawieyski, z dziedziny sztuki: Ewa Bandrowska-Turska, Xawery Dunikowski, Eugeniusz Eibisch, Grzegorz Fitelberg, Andrzej Panufnik, Franciszek Strynkiewicz. List przysłał Albert Einstein. Uczestniczyć miał też Louis Aragon, źródła są jednak sprzeczne, czy faktycznie pojawił się na Kongresie. Pojawiła się również delegacja episkopatu, o czym nie poinformowano w mediach.
Przyjechała także oficjalna delegacja „One World Award Committee” ze Stanów Zjednoczonych: Freda Kirchwey, przedstawicielka organizacji udzielającej pomocy uchodźcom z okupowanych krajów i O. John Rogge, były zastępca prokuratora generalnego, zdymisjonowany przez prezydenta Harry’ego Trumana, prof. Otto Nathan, przyjaciel Alberta Einsteina i inni. Kilkunastu Amerykanów przyjechało indywidualnie.
Nie wszyscy zaakceptowali zaproszenie na Kongres, odmówił m.in. późniejszy minister kultury NRD Johannes Becher, mówiąc: Do Breslau pojadę, ale nie do Wrocławia. 
Kongresowi przewodniczyli: Irène Joliot-Curie, Julian Huxley (ówczesny dyrektor generalny UNESCO), pisarze Aleksandr Fadiejew i Martin Andersen Nexø oraz malarz Renato Guttuso. Na sekretarza generalnego wybrano Jerzego Borejszę.

## Przebieg obrad

### Wystąpienie Fadiejewa i reakcje

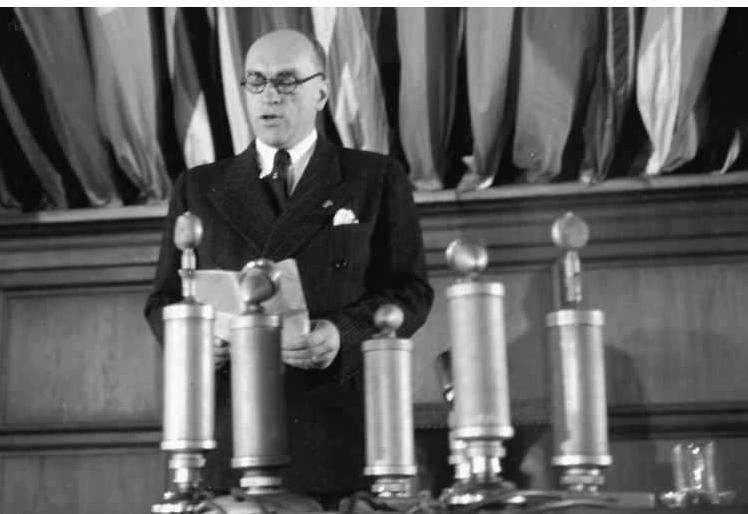
Jarosław Iwaszkiewicz przemawia na Kongresie Pokoju

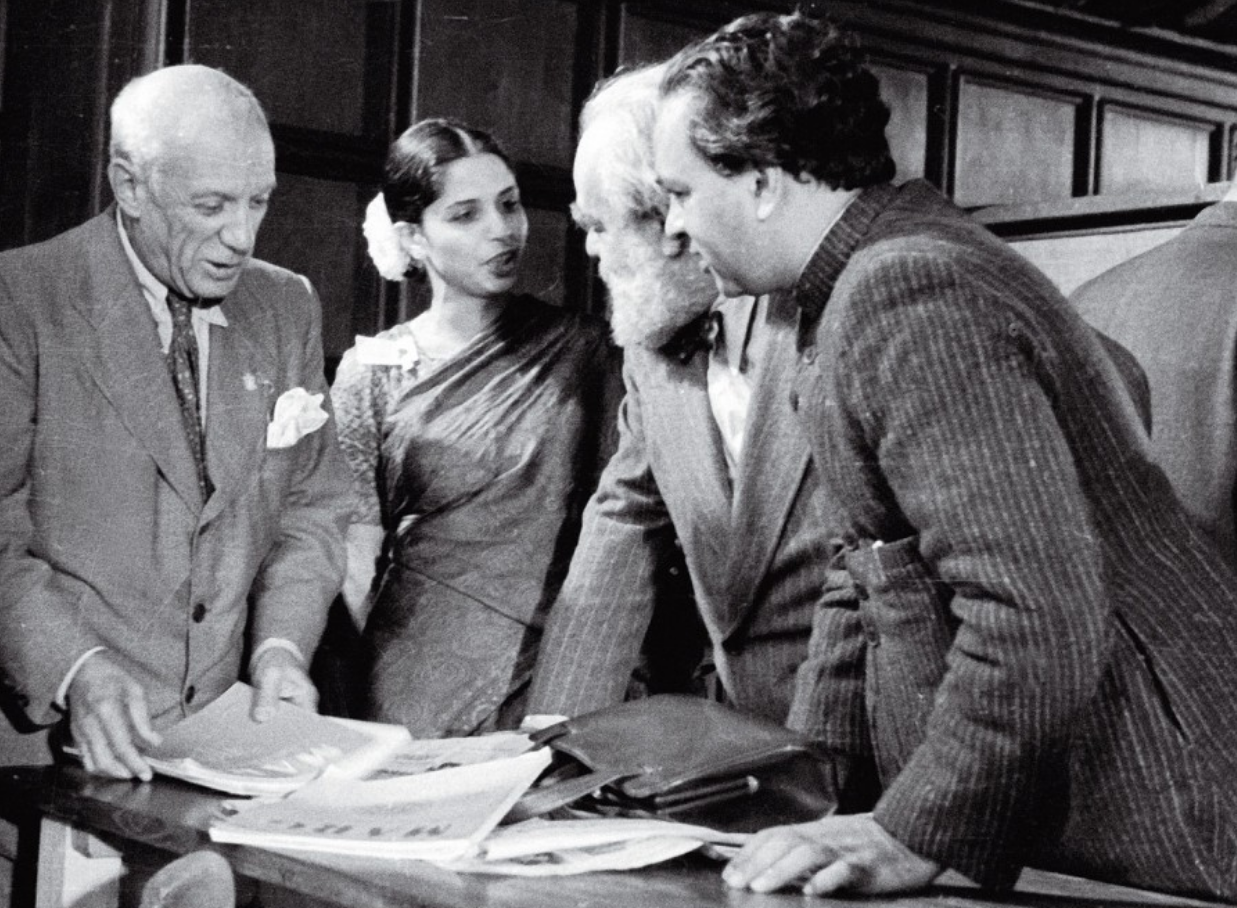
Pablo Picasso (po lewej) na Kongresie Intelektualistów

Na kongresie doszło do wielu starć natury ideologicznej. Sowiecki delegat i jednocześnie przewodniczący obrad Fadiejew stwierdził m.in. że: Kajdany amerykańskich imperialistów mają zamienić świat w komisariat policyjny, a jego ludność w niewolników kapitału, skrytykował również amerykańską kulturę słowami: Gdyby szakale mogły nauczyć się pisać na maszynie, gdyby hieny umiały władać piórem, to, co by tworzyły, przypominałoby z pewnością książki Millerów, Eliotów, Malraux i innych Sartre’ów. Stwierdził również, że amerykańscy politycy są kontynuatorami Goebbelsa. André Malraux nazwany został przez niego „podżegaczem wojennym i chwalcą bomby atomowej”, Eugene O’Neill „imperialistycznym agentem”, a Henry Miller „autorem romansów pornograficznych”. Według odpowiadającego mu Brytyjczyka Olafa Stapledona, istota konfliktu między ZSRR i USA nie polegała na walce komunizmu z kapitalizmem, a sam konflikt wywodził się z odrębności kulturowej obu państw. Referat ten spotkał się z ostrą krytyką delegacji radzieckiej i nie wydrukowała go żadna gazeta.
Przemówienie to wywołało skrajne reakcje. Fadiejewowi odpowiedział historyk z Uniwersytetu Oksfordzkiego prof. Alan Taylor: Zadaniem intelektualistów jest głoszenie tolerancji i zgody, a nie nienawiści. A tu się głosi wojnę, a nie pokój. Porównywanie demokracji amerykańskiej z faszyzmem jest niedopuszczalne. Nie mogę siedzieć w milczeniu, kiedy słyszę, jak fałszuje się historię – stwierdził, a „The New York Times” ocenił, iż Taylor jako jedyny dopominał się o wolność za żelazną kurtyną. Gdy mówcy zachodni replikowali Sowietom, Fadiejew ostentacyjnie zdejmował słuchawki. Delegaci z Wielkiej Brytanii i USA zastanawiali się nad opuszczeniem Kongresu. Część zgromadzonych ostentacyjnie opuściła salę obrad, niektórzy, jak np. Julian Huxley i Alan Taylor, opuścili Wrocław. Kongres bliski był zerwania, a klęsce zapobiegł Jakub Berman, który poprosił o interwencję Wiaczesława Mołotowa. Dalsza część kongresu przebiegała już bez większych perturbacji. Brytyjczycy zbierali podpisy pod notą protestacyjną, którą opublikowała następnego dnia prasa brytyjska pod tytułem Szakal i hiena.

### Dalsza część kongresu
Drugiego dnia przemawiał brazylijski pisarz Jorge Amado oraz Ilja Erenburg, któremu zgotowano wielką owację. Wydarzeniem było przemówienie delegacji niemieckiej w trzecim dniu Kongresu. W ich imieniu przemawiali Anna Seghers i Alexander Abusch, których przemówienia utrzymane były w tonie pokory i nadziei na inną przyszłość. Tego samego dnia przemówienie wygłosił Pablo Picasso (przywieziony na Kongres specjalnym samolotem przez stronę polską), w którym apelował o uwolnienie z aresztu domowego i zniesienie cenzury dla chilijskiego poety Pablo Nerudy. Nie zabrakło również bon motów, m.in. angielski biochemik John B.S. Haldane stwierdził, że atakowanie Polski przypominałoby kopanie w brzuch ciężarnej kobiety. Krytycznie przyjęto wystąpienie Alana Taylora z Wielkiej Brytanii, który stwierdził: „Nie jestem zwolennikiem kultury brytyjskiej ani radzieckiej, nie popieram nauki radzieckiej, ani anglosaskiej. Jestem za światem Woltera, Goethego, Tołstoja i Szekspira”.
Zaproszony na Kongres Albert Einstein nie przyjechał, ograniczając się do przesłania przekazanego przez prof. Nathana orędzia, w którym postulował, by pojedyncze kraje zajmowały się jedynie polityką wewnętrzną, natomiast nad polityką międzynarodową powinny czuwać organy międzynarodowe zdolne do rozwiązywania konfliktów. Dotyczyło to również broni atomowej. Orędzia, jako sprzecznego z celami organizatorów, nie odczytano, obiecując jedynie, że ukaże się w materiałach kongresowych, do czego również nie doszło. Orędzie ukazało się jedynie w „The New York Times”, a w Polsce zostało opublikowane przez „Politykę” w roku 1980.
Podczas Kongresu ukazywało się czasopismo „W obronie pokoju” – wydano cztery numery, w tym trzy podczas trwania Kongresu. Zdjęcia uczestników m.in. Irène Joliot-Curie i Pabla Picassa robiła Julia Pirotte, znana z dokumentowania akcji francuskiego ruchu oporu w Marsylii.

## Rezolucja i zakończenie
Kongres zakończył się rezolucją skierowaną do intelektualistów z całego świata. Delegacja sowiecka, która rezolucję przygotowała, zmuszona została do pójścia na dalekie ustępstwa. W ostatecznie przyjętej rezolucji zawarto apel: Kulturze krajów europejskich, które wniosły ogromny wkład do światowego dorobku ludzkości, grozi niebezpieczeństwo utraty oblicza narodowego. [...] Ludzie, którzy przyjęli metody faszyzmu, uprawiają w swoich krajach dyskryminację rasową, prześladują wybitnych przedstawicieli nauki i sztuki. [...] Podnosimy głos w obronie pokoju, w obronie swobodnego rozwoju kulturalnego narodów, w obronie ich niepodległości narodowej, ich ścisłej współpracy i przyjaźni. Za przyjęciem rezolucji opowiedziało się 371 spośród 391 obecnych delegatów. Nad przyjęciem rezolucji głosowano w dwóch etapach, najpierw w gronie delegacji, których zdecydowana większość rezolucję przyjęła jednogłośnie, zaś rozłam nastąpił tylko w delegacjach najbardziej atakowanych krajów: Wielkiej Brytanii i Stanów Zjednoczonych. Czterech Anglików i siedmiu Amerykanów zagłosowało przeciw rezolucji. Po zakończeniu Kongresu gości zaproszono na dwa dni do Warszawy, gdzie brali udział w przygotowanych dla nich imprezach artystycznych.

## Ocena
Ogólnie Kongres oceniony został pozytywnie, choć pojawiły się błędy organizacyjne, np. podczas jednego dnia obrad nie wpuszczono na salę delegacji brytyjskiej. Ich zdjęcie, siedzących na schodach budynku politechniki, zamieściła włoska prasa. Kongres w często formułowanej ocenie był propagandową imprezą radzieckich i polskich komunistów, skierowaną przeciw amerykańskiemu imperializmowi. Kongres wpisywał się w cykl działań „ruchu pokoju” Stalina, mających na celu hamowanie badań jądrowych na Zachodzie, wobec braku własnej broni atomowej. Oceniając obrady Kongresu, Jan Parandowski stwierdził, że mówcy byli niewolnikami swoich tekstów, nie potrafili odpowiednio skrócić, tłumacze byli kiepscy, a chaos lingwistyczny uniemożliwiał dyskusję. Maria Dąbrowska, jedna z uczestniczek Kongresu napisała, że Kongres ten jest tylko dowodem, że Rosja nie ma jeszcze bomby atomowej (choć nie wątpię, że ją przygotowuje) i dlatego dąży do zmobilizowania wszystkich sił (...), by rozkładać gotowość wojenną we wszystkich krajach prócz własnego. Wydarzenie doczekało się krytyki ze strony środowisk prawicowych, organizacja Wolność i Niezawisłość wydała ulotkę, w której zarzucała władzy mieszanie pokoju z walką z imperializmem. Podobne wydarzenie o takiej skali nie miało już w komunistycznej Polsce miejsca, co było m.in. efektem różnorodności politycznej Kongresu, nieakceptowanej przez komunistyczne władze. Nie brak było głosów, że przedsięwzięcia propagandowe, w tym Kongres miały przyćmić nasilającą się działalność represyjną Urzędu Bezpieczeństwa. Według innych ocen, Kongres okazał się sukcesem: trzy lata po wojnie zorganizowano imprezę z dużym rozmachem, przyciągnięto znane nazwiska; jednocześnie nie wykorzystano tego sukcesu, brak było opracowań i wydawnictw albumowych.